# Cheilosia paralobi
Cheilosia paralobi är en tvåvingeart som beskrevs av Malski 1962. Cheilosia paralobi ingår i släktet örtblomflugor, och familjen blomflugor.
Artens utbredningsområde är Algeriet. Inga underarter finns listade i Catalogue of Life.